# Università Lusíada di Porto
L'Università Lusíada di Porto (ufficialmente in portoghese Universidade Lusíada do Porto, sigla ULP), fondata nel 1991, è un istituto privato di istruzione superiore con campus nella città portoghese di Porto.